# العصر الحجري الحديث في شمال إفريقيا
العصر الحجري الحديث هو الفترة الممتدة ما بين 1007 و1003 ق.م، وشهدت هذه الفترة مرحلة جفافٍ وضعف وجود أو عدم توفر مصادر المياه مما حفز إنسان شمال أفريقيا إلى الزراعة، والرعي، والتجارة.